# Zwei irre Typen mit ihrem tollen Brummi
Zwei irre Typen mit ihrem tollen Brummi (Originaltitel: Simone e Matteo: Un gioco da ragazzi) ist eine italienische Filmkomödie aus dem Jahr 1975 von Giuliano Carnimeo unter seinem Pseudonym Arthur Pitt, der auch für die Produktion verantwortlich war. Der Film gehört zur Filmreihe mit Michael Coby und Paul L. Smith als Bud-Spencer- und Terence-Hill-Nachahmern und erschien am 4. September 1975 in den westdeutschen Kinos.

## Handlung
Die arbeitslosen und arbeitsunwilligen Butch und Toby schlagen sich durch kleinere Diebstähle durch den Tag. Ihr jüngstes Verbrechen, der Diebstahl eines Brathähnchens, veranlasst sie durch die ganze Stadt bis hin zu einem Schrottplatz vor der Polizei zu flüchten. Als es sich als Gummiattrappe herausstellt, durchsuchen sie ihre Taschen, um den Tascheninhalt zu Geld zu machen. Sie finden LKW-Führerscheine und gehen zum Arbeitsamt, um Interessenten ihre Fahrlizenzen zu verkaufen. Dabei werden sie von einem Logistiker beobachtet, der die beiden durch hohe Bezahlungen dazu bewegen kann, einen LKW mit Insektiziden von Italien nach Marseille zu fahren.
Nach anfänglichen Problemen in der Handhabung des Fiat-LKWs, wobei die Ware verrutscht und eine Pistole aus der Fracht auf die Ladefläche des LKWs fällt, starten sie ihre Tour. Während der Fahrt begegnen sie einem LKW, der scheinbar dieselbe Fracht führt, und aufgrund von Missverständnissen kommt es zum Gerangel zwischen den beiden Lastwagen. An der Landesgrenze begutachtet ein Zollbeamter die Fracht. Dabei können Butch und Toby gerade noch rechtzeitig verhindern, dass er die Pistole findet. Sie dürfen ihre Fahrt nach Frankreich fortsetzen. Nun beginnt Butch mit der Pistole zu spielen und täuscht Schüsse vor. Dadurch verursacht er weiteren Chaos auf den Straßen.
Eine Gruppe von Kriminellen unter der Führung von Lucky versucht den LKW auszubremsen und mit Waffengewalt die Ware zu erbeuten. Butch und Toby allerdings umgehen die Straßensperre der Bande, indem sie die Straße verlassen und abseits dieser ihre Fahrt fortsetzen. Wenig später haben ihre Verfolger Butch und Toby wieder eingeholt. An einer roten Ampel können sie sie aber erneut abhängen, indem sie das rote Licht ignorieren. Die Kriminellen geraten daraufhin einen Verkehrsunfall, wobei ihr Auto in der Mitte geteilt wird und sie die Fahrt mit der vorderen Hälfte fortsetzen müssen. An einem Bahnübergang wird die Hälfte von einem Zug erfasst. Daher müssen sie sich ein neues Auto suchen. Während der ersten Konfrontation mit dem neuen Auto verlieren Butch und Toby ihre Stoßstange. Sie lassen sich auf eine Verfolgungsjagd mit den vier Kriminellen ein, die in einer Parkgarage endet. Dort geraten Butch und Toby in einen bewaffneten Hinterhalt. Der Kriminelle Frou-Frou gesellt sich zu den vier anderen dazu, die trotz Waffen von Butch und Toby einfach verprügelt werden.
In Marseille angekommen, können sie entgegen der Erwartung der Auftraggeber die Fracht abgeben. Monsieur Le Renard, der Anführer der Waffenschmuggler, der den Logistiker aus Italien bereits von seinem Bodyguard verprügeln ließ, da er erwartete, dass der Transport schiefgehen würde, gibt den beiden über Umwege einen zweiten Auftrag. Während ihres Aufenthalts in der französischen Hafenstadt, in der Butch einige Jahre gelebt hat, bekommt dieser Liebeskummer, als er seine damalige Beziehung Rosy scheinbar in einer Bar wiederfindet, es sich aber um eine andere Frau handelt. Während er in Trauer ist, schaltet er die vier Kriminellen aus den vorherigen Verfolgungsjagden und der Tiefgarage unfreiwillig aus, sodass diese ins Krankenhaus eingeliefert werden mussten und endgültig besiegt sind.
Sie erfahren später, dass ihr zweiter Auftrag darin besteht, Speiseöl von Frankreich nach Dakar zu liefern. Zu diesem Zwecke fahren sie den beladenen LKW in ein Schiff. Während Toby mit der Seekrankheit zu kämpfen hat, findet Butch an Bord die echte Rosy. Als sie sich im LKW näherkommen wollen, findet Butch heraus, dass die scheinbar aus Speiseöl bestehende Fracht aus Waffen besteht. Als Butch und Toby Monsieur Le Renard auf die Ware ansprechen, kommt es zum Endkampf, den die beiden Haudegen aus Italien für sich entscheiden und ihre Widersacher K. O. schlagen können. Den bewusstlosen Monsieur setzen sie auf den Fahrersitz ihres LKWs, seinen Bodyguard neben ihn und den Rest der Bande auf die Ladefläche. Bei der Entladung des Schiffs treffen Polizisten ein und verhaften die ganze Bande. Butch und Toby flüchten von der anderen Seite des Schiffes durch einen Sprung ins Meer. Dabei verlieren sie ihre Bezahlung und treffen mit leeren Händen an der Küste an. Danach flüchten sie reflexartig vor der Polizei.

## Hintergrund
Der Film gehört zu einer Filmreihe von insgesamt fünf Filmen, die sich an die erfolgreichen Bud Spencer-und-Terence Hill-Filme orientieren, und ist der direkte Vorgänger von Vier Fäuste – Hart wie Diamanten. Da in der deutschsprachigen Ausgabe die von Coby und Smith verkörperten Charaktere immer Toby und Butch heißen, werden die Zusammenhänge nicht gleich deutlich. So wurde der 1974 erschienene Film Vier Fäuste schlagen wieder zu 1975 mit Vier Fäuste und ein heißer Ofen fortgesetzt. 1975 erschien außerdem Wir sind die Stärksten, der alleine steht.
Die Musik wurde von Oliver Onions unter dem Namen Juniper komponiert.
Der Film erschien unter den Alternativtiteln Toby & Butch – Vier Fäuste geben Zunder, Toby & Butch – Wie zwei sanfte Engel und Laßt die Finger von Marseille.

## Rezeption
„Prügelfreudige Gaunerkomödie mit überwiegend trivialen Gags.“

In der Internet Movie Database erreicht der Film bei knapp über 175 Stimmen eine Wertung von 6,2 von 10,0.